# Andreas Däscher
Andreas Däscher (ur. 9 czerwca 1927 w Davos, zm. 4 sierpnia 2023 w Meilen) – szwajcarski skoczek narciarski, olimpijczyk.
Jego brat Hans Däscher też był skoczkiem narciarskim olimpijczykiem z 1952. Z wykształcenia Däscher był hydraulikiem.

## Kariera

### Igrzyska olimpijskie
| Miejsce | Dzień     | Rok  | Miejscowość       | Punkt K | Skok 1 | Skok 2 | Nota      | Zwycięzca        |
| ------- | --------- | ---- | ----------------- | ------- | ------ | ------ | --------- | ---------------- |
| 17.     | 7 lutego  | 1948 | Sankt Moritz      | K-68    | 61,0 m | 61,0 m | 203,8 pkt | Petter Hugsted   |
| 16.     | 24 lutego | 1952 | Oslo              | K-72    | 62,0 m | 61,0 m | 200,5 pkt | Arnfinn Bergmann |
| 6.      | 5 lutego  | 1956 | Cortina d’Ampezzo | K-80    | 81,0 m | 81,5 m | 220,0 pkt | Antti Hyvärinen  |
| 20.     | 28 lutego | 1960 | Squaw Valley      | K-80    | 86,0 m | 77,0 m | 201,2 pkt | Helmut Recknagel |

### Turniej Czterech Skoczni
Däscher nigdy nie wystąpił we wszystkich czterech konkursach Turnieju Czterech Skoczni, stąd dalekie miejsca w klasyfikacji generalnej zawodów:
- 1954/55 – 28. miejsce
- 1956/57 – 52. miejsce
- 1959/60 – 37. miejsce

### Zawody krajowe
Däscher najczęściej brał udział w zawodach krajowych – dziewięciokrotnie zostawał mistrzem Szwajcarii.
Startował także w organizowanym w jego ojczyźnie Turnieju Szwajcarskim z następującymi wynikami:
- 1951 – 13. miejsce
- 1953 – 8. miejsce
- 1955 – 8. miejsce
- 1957 – 2. miejsce
- 1959 – 2. miejsce